# 405谋杀案
《405谋杀案》是一部1980年上映的中国大陆悬疑片。本片由沈耀庭执导，仲星火、徐敏、严翔等主演。本片主要讲述了东海市公安员干警的破案故事，故事背景设定类似于中国大陆1976年上半年时期。本片为黑白电影。

## 演出
| 演員   | 角色   | 介紹           |
| 仲星火 | 陈明辉 | 公安局老干警   |
| 徐敏   | 钱凯   | 公安局年轻干警 |
| 严翔   | 方明山 | 电视台摄影师   |
| 史久峰 | 徐亦斌 | 公安局长       |
| 吴喜千 | 鲁浩   |                |
| 祁明远 | 李良   |                |
| 杨凯旋 | 阿三   |                |
| 李再扬 | 林富根 |                |
| 陈烨   | 黄丽芳 |                |
| 李兰发 | 刘国强 |                |
| 戴兆安 | 小王   |                |
| 张嬿   | 丁娟   |                |
| 李玲君 | 林素琴 |                |
| 徐阜   | 赵欣华 |                |
| 孟一心 | 刘妻   |                |
| 牛犇   | 看守人 |                |
| 江山   | 守林人 |                |
| 曹雷   | 许绮芬 |                |
| 李保罗 | 老孙头 |                |

## 制作与发行
- 据制片人倪正介绍，本片预算为38万元人民币，最终只用了其中的29万元。本片上映后卖出了400份拷贝，为当年的全国第一。[1]（当时中国大陆没有引入票房的概念）
- 2017年6月23日，本片的2K修复版上映。[5]